# Enrique de Sajonia-Merseburgo
Enrique de Sajonia-Merseburgo (Merseburgo, 2 de septiembre de 1661 - Doberlug, 28 de julio de 1738) fue un duque de Sajonia-Merseburgo y un miembro de la Casa de Wettin.

## Matrimonio e hijos
En Güstrow el 29 de marzo de 1692 Enrique contrajo matrimonio con Isabel de Mecklemburgo-Güstrow, hermana de Eduviges, la esposa del hermano de Enrique, Augusto de Sajonia-Merseburgo-Zörbig. Tuvieron tres hijos:
1. Mauricio, Príncipe Heredero de Sajonia-Spremberg (n. Spremberg, 29 de octubre de 1694 - m. Spremberg, 11 de abril de 1695).
2. Cristiana Federica (n. Spremberg, 17 de mayo de 1697 - m. Spremberg, 21 de agosto de 1722).
3. Gustava Magdalena (n. Spremberg, 2 de octubre de 1699 - m. Spremberg, 3 de octubre de 1699).

Sin herederos varones supervivientes, la línea de Sajonia-Merseburgo quedó extinta a su muerte.
| Predecesor: Mauricio Guillermo | Duque de Sajonia-Merseburgo 1731-1738 | Sucesor: El ducado es incorporado a Sajonia |

- Datos: Q474437
- Multimedia: Henry, Duke of Saxe-Merseburg / Q474437